# Giacomo della Porta
Giacomo della Porta (kolem 1532 Porlezza, Lombardie – 1602 tamtéž) byl italský architekt a sochař , vyšlý z renesance, jeden z prvních architektů raného baroka, který pracoval převážně v Římě.

## Život
Byl žákem a spolupracovníkem Michelangela a Giacoma Barozziho da Vignola. Po roce 1563 realizoval Michelangelovy plány na přestavbu Kapitolu. Roku 1573 pokračoval po smrti Giacoma da Vignola s výstavbou kostela Il Gesù; fasádu vybudoval dle vlastních plánů. Roku 1573 se stal hlavním architektem svatopetrské baziliky, jejíž kupoli spolu s Domenicem Fontanou dokončili v letech 1588–1590 a zvýšili oproti Michelangelovým návrhům ještě o čtyři metry. Již samostatně projektoval první - a vzorový barokní kostel  Il Gesù a po něm Sant'Andrea della Valle.

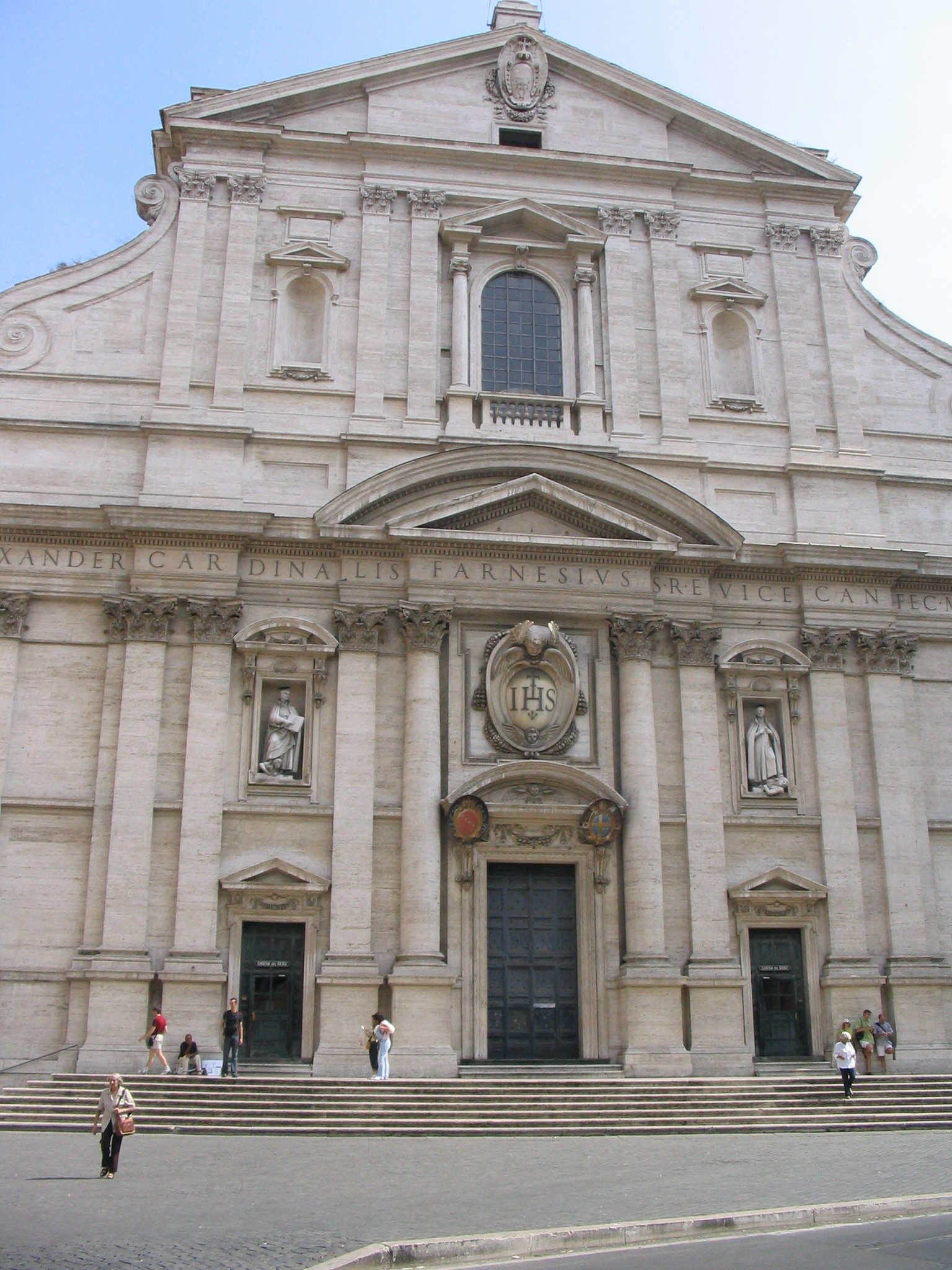
Fasáda Il Gesù

## Dílo
- Oratorio del SS. Crocifisso
- Il Gesù
- Sant'Andrea della Valle
- Fontány u Palazzo Borghese
- Fontány na Piazza Colonna
- Senátorský palác na Kapitolu
- Palazzo della Sapienza
- Palazzo Capizucchi
- Santa Maria ai Monti
- San Atanasio dei Greci
- Santa Maria Scala Coeli
- Palazzo Marescotti
- Palazzo Serlupi
- Fontana di Piazza alli Monti
- Kupole baziliky sv. Petra
- Fontány na Piazza di S. Maria in Campitelli
- Fontány u SS. Venanzio e Ansovino
- Fontana della Terrina
- Palazzo Fani
- San Paolo alle Tre Fontane
- San Nicola in Carcere
- Palazzo Albertoni Spinola
- Villa Aldobrandini ve Frascati
- Kaple Aldobrandini v Santa Maria sopra Minerva